# اوچی (آلاباما)
اوچی (به انگلیسی: Uchee) یک منطقهٔ مسکونی در ایالات متحده آمریکا است که در شهرستان راسل، آلاباما واقع شده‌است. اوچی ۱۶۴٫۹ متر بالاتر از سطح دریا قرار دارد.